# George Uhlenbeck

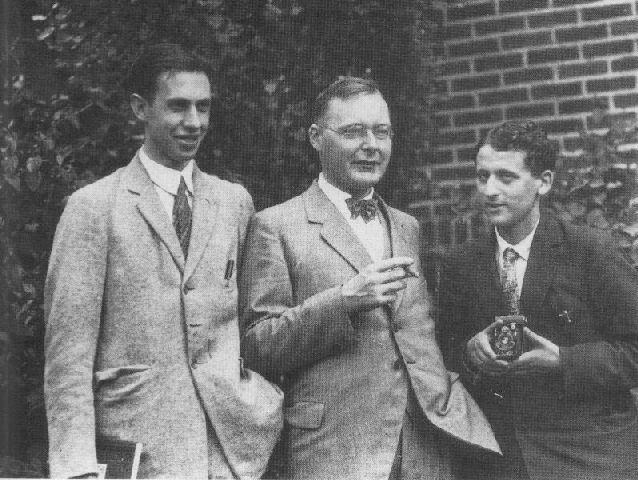
Vanaf links: George Uhlenbeck, Hendrik Kramers en Samuel Goudsmit, rond 1928

George Eugène Uhlenbeck (Batavia (Nederlands-Indië) (thans Jakarta, Indonesië), 6 december 1900 – Boulder (Colorado), 31 oktober 1988) was een Nederlands-Amerikaans natuurkundige. Hij was een neef van C.C. Uhlenbeck en een oudere broer van E.M. Uhlenbeck, beiden hoogleraar in de taalkunde.

## Biografie
Uhlenbeck werd geboren in Batavia, als zoon van Eugenius Marius Uhlenbeck (1863-1935) en Anne Marie Constance Julie Beeger. De eerste zes jaar van zijn leven bracht hij door in Nederlands-Indië. In 1907 keerde het gezin terug naar Nederland. In Den Haag bezocht hij de lagere school, de MULO en de Tweede Gemeentelijke HBS. Na de HBS ging hij in 1918 chemische technologie studeren aan de Technische Hogeschool in Delft, omdat hij met een HBS-diploma niet rechtstreeks werd toegelaten tot een universitaire studie. Het jaar daarop werd deze beperking opgeheven en schreef hij zich alsnog op de Rijksuniversiteit Leiden in als natuurkundestudent.
Om zijn studie te bekostigen nam hij in 1922 een baan aan als privaatdocent van de zoon van J.H. van Roijen, de Nederlandse gezant in Italië. Tot 1925 bracht hij door in Rome, waar hij college volgde van Tullio Levi-Civita en Vito Volterra en hij Enrico Fermi ontmoette. Toen hij in 1925 voor zijn promotie terugkeerde in Leiden werd hij door Paul Ehrenfest gekoppeld aan een andere Leidse promotiekandidaat, Samuel Goudsmit, voor een snelle update van "wat momenteel gaande is in de natuurkunde".
Op dezelfde dag als Goudsmit promoveerde Uhlenbeck in 1929 bij Ehrenfest op het proefschrift "Over statistische methoden in de theorie der quanta". In augustus 1927 huwde hij Else Ophorst, samen kregen ze een zoon, Olke. Kort daarna vertrok hij samen met Goudsmit en beide echtgenotes naar de Verenigde Staten, waar ze beide op voorspraak van Ehrenfest een onderwijspositie hadden gekregen aan de universiteit van Michigan.
Vanaf 1935 was hij weer in Nederland werkzaam als hoogleraar theoretische natuurkunde aan de Rijksuniversiteit Utrecht, een functie afgestaan door Hendrik Kramers, die de overleden Ehrenfest in Leiden opgevolgd was. Maar vanwege het opkomende nationaalsocialisme vestigde hij zich in 1939 definitief in de Verenigde Staten, opnieuw als hoogleraar aan de universiteit van Michigan in Ann Arbor. In 1952 werd hij Amerikaans staatsburger. Van 1961 tot aan zijn overlijden was hij hoogleraar aan de Rockefeller Medical Research Center (huidige Rockefeller-universiteit) in New York.

## Werk

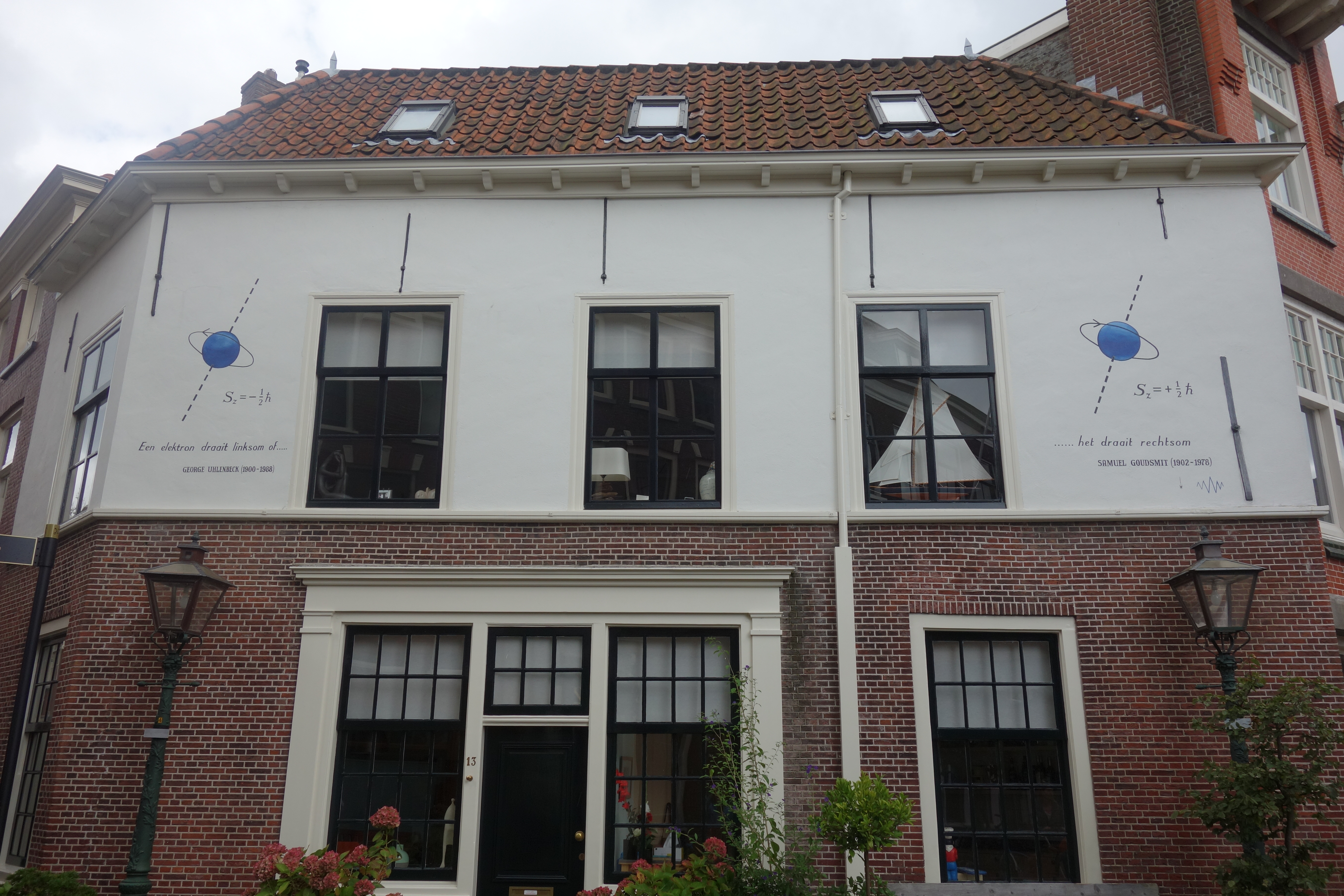
Elektronspin verbeeld op een muur in Leiden

Hij verrichtte onderzoek naar de atoomfysica en kernfysica. Uhlenbeck werd beroemd doordat hij in 1925 samen met Samuel Goudsmit het concept van de spin van het elektron introduceerde. Dit houdt het klassieke beeld in dat elektronen om hun eigen as draaien. Met de introductie van elektronenspin kon onder ander het anomale zeemaneffect worden verklaard, het opsplitsen van spectraallijnen in een extern magnetisch veld.
Enkele maanden eerder had Wolfgang Pauli zijn uitsluitselprincipe voorgesteld waardoor er een vierde kwantumgetal aan elektronen nodig was met de waarde +½ en −½. Hoewel Pauli zelf geen voorstelling maakte hoe dit kwantumgetal fysiek eruit moest zien beantwoordde de hypothese van Uhlenbeck en Goudsmit deze vraag. Deze ontdekking leidde tot een fundamentele verandering in de wiskundige structuur van de kwantummechanica omdat spin een intrinsieke eigenschap is van niet alleen het elektron maar ook van het proton en het neutron.
In 1934 publiceerde hij met Ta-You Wu een artikel over proton- en deuteriumreacties met lithium-6.

## Erkenning
Hoewel verschillende malen genomineerd kregen Goudsmit en Uhlenbeck nooit de Nobelprijs voor de ontdekking van de elektronspin. Het verzet van Pauli speelde hierin een grote rol. De reden was dat Ralph Kronig, Pauli’s toenmalige assistent, nog voor Goudsmit en Uhlenbeck op hetzelfde idee van de elektronspin was gekomen en daarmee bij Pauli had aangeklopt voor verificatie. Pauli verwierp het idee waarop Kronig besloot om zijn idee niet te publiceren. Hoewel Nobelprijswaardig zorgde de kwestie Pauli-Kronig ervoor dat het Nobelcomité de prijs hiervoor nooit uitreikte.
Wel kreeg Uhlenbeck in 1964 de Max Planck-medaille (samen met Goudsmit), in 1970 de Lorentzmedaille van de Koninklijke Nederlandse Akademie van Wetenschappen en in 1977 de National Medal of Science. Uhlenbeck ontving samen met Giuseppe Occhialini in 1979 de Wolfprijs voor natuurkunde. Omdat Goudsmit het jaar ervoor was overleden schonk hij de helft van het geld aan Goudsmits weduwe.
Hij is de schoonvader van de Amerikaanse wiskundige Karen Uhlenbeck.
- Biografisch Portaal: 16015228
- CiNii: DA01854216
- Gemeinsame Normdatei: 172428106
- International Standard Name Identifier: 0000 0001 1491 491X
- Library of Congress Control Number: nb2007017534
- Nationale Bibliotheek van Letland: 000159220
- Mathematics Genealogy Project: 58901
- National Archives and Records Administration: 10611994
- Nationale Bibliotheek van Tsjechië: mub2014843953
- Nationale bibliotheek van Australië: 35164663
- Nationale Bibliotheek van Israël: 987007370513705171
- Nederlandse Thesaurus van Auteursnamen: 107691272
- SNAC: w6fx7cdr
- Système universitaire de documentation: 083317864
- Trove: 848219
- Virtual International Authority File: 48754955
- WorldCat: E39PBJv4qJWTgvxjRc8hDDCfbd